# Ine Marie Eriksen Søreide
Ine Marie Eriksen Søreide, née le 2 mai 1976 à Lørenskog, est une femme politique norvégienne. Membre du Parti conservateur, elle est ministre des Affaires étrangères du 20 octobre 2017 au 14 octobre 2021 dans le gouvernement d'Erna Solberg. Première femme à occuper le poste, elle est auparavant ministre de la Défense à partir du 13 octobre 2013, étendant notamment la conscription aux femmes. Elle entre au Storting pour Oslo à la suite des élections législatives de 2001.